# Virabhadrasana II
Virabhadrasana II (in sanscrito:  वीरभद्रासन) o posizione del guerriero 2 è un āsana commemorativo della vittoria di un guerriero mitologico.

## Etimologia
Il nome di questo asana è radicato nella mitologia Hindu.
Il mito racconta del potente prete Daksha il quale fece un grande yagna (sacrificio rituale) ma non invitò la sua figlia minore Sati e suo marito Shiva, il supremo sovrano dell'universo. Sati lo scoprì e decise di andare da sola allo yagna. Al suo arrivo, iniziò una discussione con suo padre ma non potendo resistere agli insulti parlò del suo desiderio al padre:
Lei si avvicinò al fuoco e si buttò tra le fiamme. Quando Shiva venne a sapere della morte di Sati ne fu devastato. Tirò fuori una ciocca dei suoi capelli e la sbatté nel terreno, dove un potente guerriero salì. Shiva chiamò questo guerriero, Virabhadra. Vira (eroe) + Bhadra (amico) e gli ordinò di andare al magna e distruggere Daksha e tutti gli ospiti.
- Il primo aspetto di Virabhadra's (Vīrabhadrāsana I) è il suo arrivo, con spade in entrambe le mani, aprendosi la strada dal basso attraverso la terra.
- Il secondo aspetto, (Vīrabhadrāsana II) affronta il suo avversario, Daksha.
- Il terzo aspetto (Vīrabhadrāsana III), muovendosi rapidamente e precisamente, decapitò Daksha con la sua spada.

Shiva arrivò allo yagna  e assorbì Virabhadra che tornò alla sua forma originaria e si trasformò in Hare, il rapitore. Pieno di tristezza e compassione, Shiva trovò il corpo di Daksha e dandogli la testa di una capra, lo riportò in vita. Alla fine anche Sati rinasce.
Virabhdadra non è semplicemente un guerriero. Come Shiva, lui distrugge per salvare: il suo vero nemico è l'ego:

## Descrizione
È possibile entrare nel Vīrabhadrāsana usando vinyasas iniziando sia da Adho Mukha Śvānāsana o da Tāḍāsana.
1. Iniziando dal Tāḍāsana
2. Le braccia sono tese, i palmi delle mani si toccano
3. Inalando si allargano le gambe lateralmente saltando o facendo un passo, creando uno spazio di 2/3 dell'altezza del corpo.
4. Espirando, si ruota il busto rivolto verso sinistra mentre il piede sinistro ruota di 90 ° in modo che sia rivolto in avanti e il piede destro in modo che punti leggermente verso destra
5. Piegare il ginocchio sinistro fino a quando la coscia è parallela al pavimento, evitare di estendere il ginocchio piegato oltre la caviglia e mantenere l'altra gamba dritta.
6. Allunga la gamba destra, con il ginocchio bloccato.
7. La testa, il petto, il ginocchio sinistro e il piede sinistro devono essere allineati in avanti.
8. La testa dovrebbe essere orizzontale con lo sguardo sul secondo dito della mano sinistra.
9. Tieni l'asana da uno a quattro respiri.
10. Tornare al punto 4 ripetere sull'altro lato.
11. Infine espira e salta in Tāḍāsana.

### Drishti
Il Hastagrahe dṛṣṭi (in sanscrito: हसतग्रहे दृष्टि) al palmo del braccio esteso davanti è il correttodṛṣṭi per Vīrabhadrāsana II.

### Bandhas
Uso dei bandha aumenta la stabilità del corpo in questo asana. Entrambe la mula bandha (contrazione interna) e uddiyana bandha (contrazione addominale) dovrebbero essere utilizzate. Questo crea una estensione assiale della spina dorsale che supporta il torso nel movimento in alto e indietro del petto.

### Variazioni
Ci sono due modi per approfondire questo asana:
- diminuendo la distanza laterale tra i piedi
- aumentando la dimensione della falcata

Mentre il centro di massa si abbassa, la base del supporto si riduce e diventa sempre più difficile mantenere l'equilibrio e la postura corretta.

## Benefici
- Tono dei muscoli delle gambe
- Aumenta la flessibilità delle gambe e della schiena
- Contrae gli organi addominali
- Prepara il praticante a compiere la flessione in avanti avanzata.

## Controindicazioni
Questo asana dovrebbe essere evitato dai praticanti che hanno un cuore debole. Altri ostacoli sono:
- Muscolo grande dorsale stretto

Poiché lo spazio tra le gambe aumenta, può presentarsi un altro problema:
- Muscolo grande psoas o muscolo retto femorale stretto
- Muscoli ischiocrurali deboli
- Quadricipite femorale debole nella gamba anteriore